# Bantling (Gemeinde Dornbirn)
Bantling (umgangssprachlich auch Bantlig) ist eine Siedlung im Gemeindegebiet der österreichischen Stadt Dornbirn, Bundesland Vorarlberg. Bantling gehört mit dem nahegelegenen Watzenegg zum ältesten Dornbirner Siedlungsgebiet. Die Rotte wird in einer Urkunde von 1589 erstmals erwähnt (Bantler Tobel). Vermutlich gehörte die Rotte früher zu Watzenegg.
Im 15. Jahrhundert wird eine Familie Fölk (auch Völki) urkundlich erwähnt. „Völkis Hof“ (auch: „Völkerhof zur Gacht“) befand sich nördlich der Parzelle Bantling. Die Familie hatte auch Besitz am unteren Fallenberg.

## Namensherleitung
Woher der Name Bantling kommt, ist ungewiss und es gibt hierzu eine Vielzahl von Erklärungsversuchen.

## Geografie

### Überblick
Bantling liegt als Teil des Bezirks Oberdorf im Osten des Dornbirner Siedlungsgebiets auf etwa 646 m ü. A. gelegen und ist vom Stadtzentrum von Dornbirn etwa 1,7 km Luftlinie entfernt. Bantling liegt etwas abseits der Straße von der Bergparzelle Watzenegg zum Bödele.
In Schematismus für Tirol und Vorarlberg (1839) wird Bantling als eigenständiger Weiler und Teil von Dornbirn angeführt. Ebenfalls im Provinzial-Handbuch von Tirol und Vorarlberg für das Jahr 1847.

### Nachbarparzellen / -orte
|                     | Fallenberg (Dornbirn) |                      |
| Rhomberg (Dornbirn) |                       | Unterries (Dornbirn) |
|                     | Watzenegg (Dornbirn)  |                      |

Nördlich, Richtung Rhomberg liegend, befindet sich das Flurstück Hexaplatz (auch: „Tanzplatz der Dornbirner Hexen“).

## Bevölkerung und Bebauung
Aktuelle Bevölkerungszahlen werden nicht mehr veröffentlicht. Heute bestehen fünfundzwanzig Wohngebäude und diverse Wirtschaftsgebäude, jedoch keine religiöse Andachtsstätte.

## Verkehr
Bantling ist mit Kraftfahrzeugen nur über die Bödelestraße erreichbar. Von Rhomberg führt eine steiler Karrenweg mit etwa 33 % Steigung nach Bantling und ein Fußweg über Staufenhof zur Bödelestraße.

## Handwerk, Gewerbe

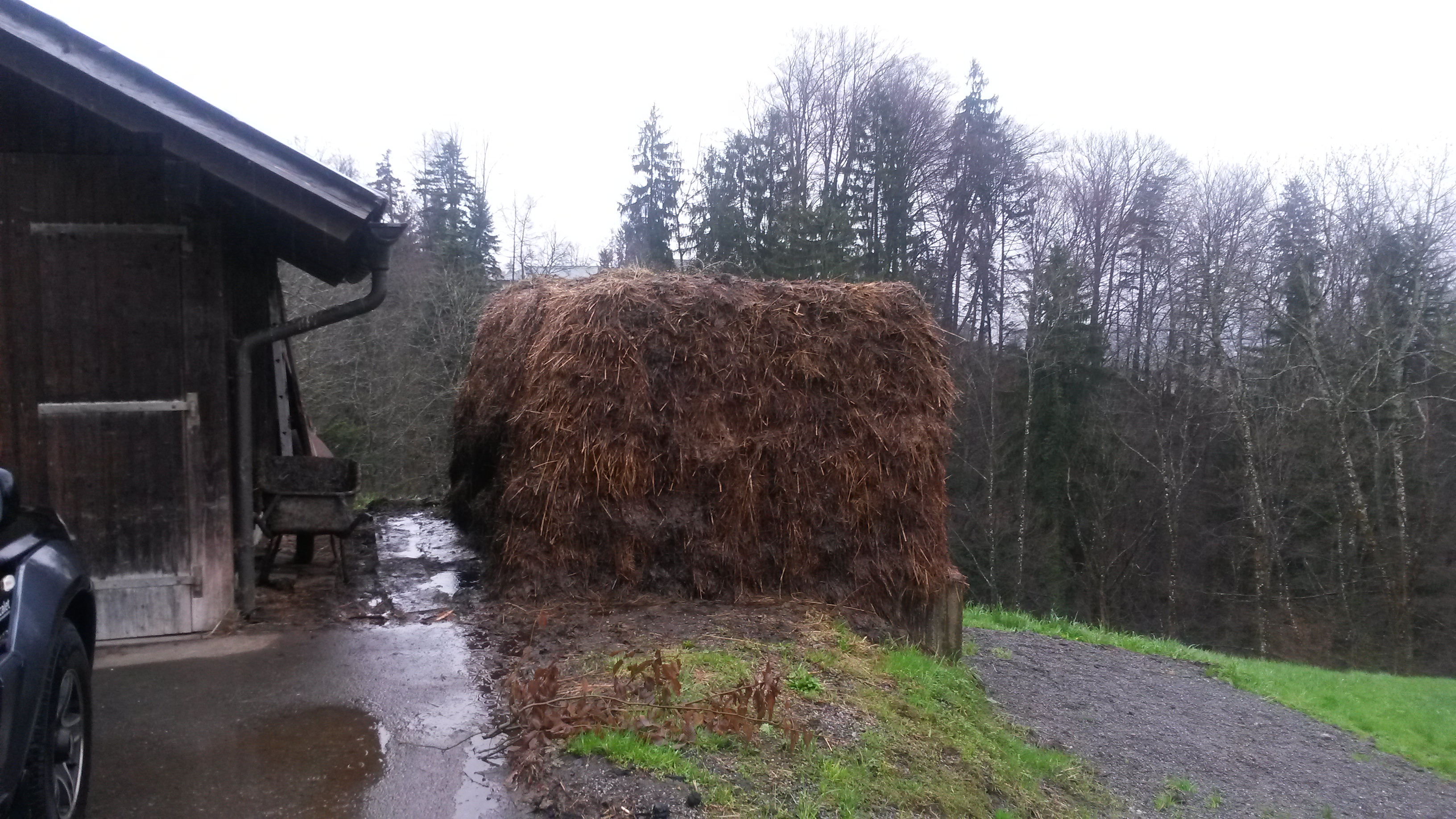
Misthaufen bei einem Bauernhof in Bantling

Aufgrund der Verkehrslage und der räumlichen Enge entstanden in Bantling keine besonderen Handwerksbetriebe oder Gewerbebetriebe. Noch heute dominiert die Landwirtschaft das Gebiet.

## Gewässer

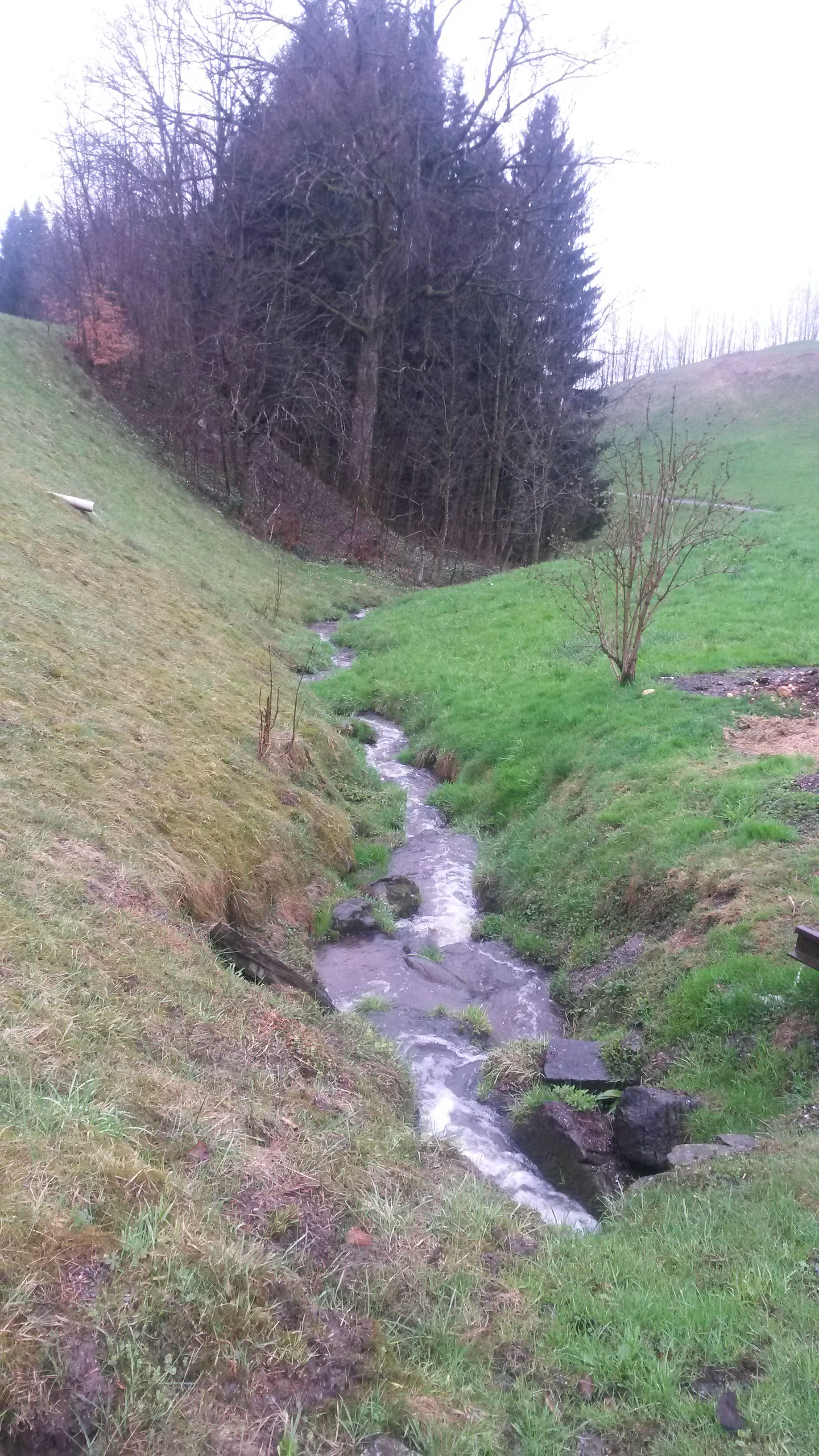
Bantlingergarben

Nördlich von Bantling fließt der Bantlingergraben und südlich und westlich begrenzt der Eulentalbach (Ulatalbach) mit dem Eulental das Siedlungsgebiet.
Der Brunnen der Ansiedlung gehört seit altersher einer Brunnengenossenschaft, die aus den umliegenden Anrainer gebildet wird. Das Wasser des Brunnens entstammt vier Quellen. Diese entspringen wenige hundert Meter entfernt am Hang unterhalb der Schwende. Wasserfassung und der Brunnen wurden vor wenigen Jahren erneuert.